# 2007 in de Filipijnen
Dit artikel geeft een overzicht van de belangrijkste gebeurtenissen die in het jaar 2007 in de Filipijnen hebben plaatsgevonden.

## Belangrijke posten
- President - Gloria Macapagal-Arroyo
- Vicepresident - Noli de Castro
- Senaatspresident - Manuel Villar
- Voorzitter van het Filipijnse Huis van Afgevaardigden - Jose de Venecia jr.
- Opperrechter van het Filipijns hooggerechtshof - Reynato Puno

## Gebeurtenissen

### Januari
- 4 - Door Flash floods in de regio Eastern Visayas komen 9 mensen om het leven.
- 9 - Een grote menigte mensen viert in Quiapo dat het 400 jaar geleden is dat de Black nazarene vanuit Mexico is aangekomen.
- 9 - De leiders van de ASEAN-landen ontmoeten elkaar op de 12e ASEAN-top in Mandaue City.
- 17 - In Iloilo City bestormen 200 politieagenten het provinciehuis (capitol) om ervoor te zorgen dat een afzettingsorder tegen de gouverneur Niel Tupas Sr. kan worden uitgevoerd.
- 30 - Francis Escudero, lid van het Filipijns Huis van Afgevaardigden voor Sorsogon stelt zich kandidaat door de verkiezingen van 2007 voor het Filipijnse Senaat
- 31 - Antonio Eduardo Nachura wordt door Gloria Macapagal-Arroyo aangewezen als rechter van het Filipijnse hooggerechtshof, nadat Reynato Puno als nieuwe opperrechter is benoemd.

### Februari
- 1 - De gepensioneerde voormalige politiechef Hermogenes Ebdane wordt aangesteld als de nieuwe minister van defensie.
- 2 - Bij Tigbao in Zamboanga del Sur komen 26 mensen om het leven bij een verkeersongeval waarbij een bus en een vrachtwagen met LPG betrokken zijn.
- 4 - Golver Frankie Minoza wint de Filipijnse Open
- 11 - De The United Opposition, die zich later hernoemd naar Genuine Opposition, completeert haar lijst van 12 kandidaten voor de komende verkiezingen

### Maart
- 14 - De politie maakt een eind aan een gijzeling in een rechtszaal in Taguig City. De gijzelnemer, Almario Villegas, had een dispuut over landeigendom en komt hierbij om het leven.
- 28 - Jun Ducat gijzelt 32 schoolkinderen en 2 leraren in een bus in de buurt van het stadhuis van Manilla. Hij geeft zich na 10 uur over, zonder slachtoffers te maken, na de toezegging over de leef en woonomstandigheden voor de kinderen uit de arme wijk Tondo.

### April
- 28 - Bij een crash van een Bell Huey helikopter zijn in de stad lapu-Lapu City zeker 7 doden gevallen. De slachtoffers was de inzittenden van twee passerende tricycle's.

### Mei
- 14 - De Filipijnse verkiezingen van 2007 worden gehouden.

### Juli
- 7 juli - In Jakarta verslaat Florante Condes IBF minimumweight wereldkampioen Muhammad Rachman en op dezelfde dag verslaat Nonito Donaire IBF vliegeweicht wereldkampioen Vic Darchinyan in Bridgeport. Hierdoor worden beide Filipijnse boksers wereldkampioen.
- 20 - De Alaska Aces verslaan de Talk N Text Phone Pals en winnen het 12e Philippine Basketball Association-kampioenschap
- 23 - president Gloria Macapagal-Arroyo houdt de jaarlijkse State of the Nation Address (SONA) toespraak.
- 27 - Het ministerie van landbouw verklaart dat er in de provincies Pampanga en Bulacan sprake is van een uitbraak van varkenspest.

### Augustus
- 9 - Bij gevechten op het eiland Jolo in het zuiden van de Filipijnen tussen het Filipijnse leger en Islamitische opstandelingen komen zeker 50 mensen om het leven. Het Filipijnse leger leidt met 26 doden haar zwaarste verlies in decennia.
- 28 - De Nederlandse politie arresteert de oprichter van de Filipijnse communistische partij, Jose Maria Sison, op verdenking van betrokkenheid bij de moord op twee voormalig leiders van New People's Army. Twee weken later komt Sison weer vrij door gebrek aan concreet bewijs.

### September
- 12 - Joseph Estrada wordt schuldig bevonden door de speciale rechtbank voor corruptie zaken, de Sandiganbayan. Doordat de doodstraf in 2006 is afgeschaft werd de ex-president veroordeeld tot levenslang
- 21 - Het Filipijnse leger ontslaat 6 officieren, omdat ze naar verluidt bezig waren met de voorbereiding voor een coup tegen president Gloria Macapagal-Arroyo
- 30 - De tropische storm Hanna eist het leven van 9 mensen in de Filipijnen. Acht daarvan kwamen om na een aardverschuiving in de provincie Ifugao. Het negende slachtoffer viel in Quezon City.

### Oktober
- 6 - Bokser Manny Pacquiao verslaat de Mexicaan Marco Antonio Barrera na een unanieme beslissing door de jury in Las Vegas en behoudt daarmee zijn WBC supervedergewicht titel
- 19 - Bij een explosie in de Glorietta mall in Makati City komen 11 mensen om het leven. Men vermoedt dit een bomaanslag is geweest. Nader onderzoek heeft later echter aangetoond dat het een ongeluk moet zijn geweest.
- 26 - president Gloria Macapagal-Arroyo verleent voormalig president Joseph Estrada gratie en wordt vrijgelaten.
- 29 - De Filipijnen houden barangay en Sangguniang Kabataan verkiezingen.

### November
- 13 - Bij een bomaanslag bij het Filipijns Huis van Afgevaardigden komen drie mensen, waaronder afgevaardigde Wahab Akbar om het leven.
- 15 - Onderhandelaars melden een doorbraak in de vredesbesprekingen tussen de Filipijnse overheid en de grootste Islamitische afscheidingsbeweging MILF. Door de afspraken over de grenzen van een toekomstig autonoom gebied verwacht men in 2008 tot een definitief verdrag te kunnen komen.

## Films
- 17 januari - Agent X44 (Star Cinema)
- 14 februari - The Promise (GMA Films/Regal Films), Troika (Daven Productions International)
- 21 februari - Faces of Love
- 28 februari - You Got Me (Star Cinema)
- 13 maart - Siquijor: Mystic Island (Centerstage Productions)
- 14 maart - Happy Hearts (Regal Films)
- 20 maart - Pantasya (Centerstage Productions)
- 21 maart - M.O.N.A.Y (Misteyks obda neyson adres Yata) ni Mr. Shooli (Onabru Productions)
- 7 april - Ang Cute ng Ina Mo (Star Cinema/Viva Films)
- 23 mei - Baliw (Redd5Luke Productions)
- 30 mei - Paano Kita Iibigin (Star Cinema)
- 13 juni - Angels (Eagle Eye Productions)
- 4 juli - Tiyanaks (Regal Films)
- 13 juli - Kadin (Cinemalaya Productions)
- 27 juli - Ouija (GMA Films)
- 29 augustus - My Kuya's Wedding (Regal Films)
- 26 september - I've Fallen for You (Star Cinema)
- 3 oktober - Mona, Singapore Escort (Bandit Films)
- 10 oktober - Apat Dapat, Dapat Apat: Friends 4 Lyf and Death (Viva Films)
- 14 november - One More Chance (Star Cinema)

## Geboren
- 19 april - James Yap Jr., zoon van James Yap en Kris Aquino

## Overleden
- 13 januari - Gido Babilonia (40), basketbalspeler
- 15 januari - Pura Santillan-Castrence (101), schrijver en diplomaat;
- 16 januari - Lee Aguinaldo (73), kunstschilder;
- 16 januari - Jainal Antel Sali jr. (42), terrorist (leider van de islamitische terreur- en onafhankelijkheidsbeweging Abu Sayyaf);
- 1 februari - Generoso C. Camiña (75), emeritus-bisschop van Digos;
- 19 februari - Antonio Serapio (69), politicus (congreslid namens Valenzuela City);
- 17 maart - Antonio M. Martinez (77), rechter (voormalig rechter Filipijnse hooggerechtshof);
- 24 maart - Jun Bernardino (60), sportbestuurder (voormalig bestuurslid van de Philippine Basketball Association);
- 13 april - Salvador J. Valdez jr. (70), rechter (voormalig rechter Filipijnse hooggerechtshof);
- 13 april - Nicanor Yñiguez (91), politicus (voormalig voorzitter van het Filipijnse Huis van Afgevaardigden);
- 17 mei - Cesar Nucum (Kuya Cesar) (73), radiopresentator;
- 18 mei - Yoyoy Villame (74), zanger en cabaretier;
- 9 augustus - Pete Roa (67), televisiepresentator;
- 18 augustus - Vicente C. Manuel (68), bisschop en emeritus-apostolisch vicar van San Jose;
- 27 augustus - Ramon Zamora (72), acteur;
- 29 augustus - Nenita Cortes-Daluz (68), radiojournalist en politicus;
- 18 oktober - Juan Nicolasora Nilmar (91), emeritus-bisschop van Kalio;
- 24 oktober - Mita Pardo de Tavera (87), politicus (voormalig minister van sociale bijstand en ontwikkeling);
- 8 november - Dulce Saguisag (64), politicus (voormalig minister van sociale bijstand en ontwikkeling en de vrouw van voormalig senator Rene Saguisag);
- 13 november - Wahab Akbar (47), politicus;
- 16 november - Ross Rival (62), acteur (actiefilms, vader van actrice Maja Salvador);
- 18 november - Sedfrey Ordoñez (86), politicus (voormalig minister van justitie in het kabinet van Corazon Aquino);
- 5 december - Rene Villanueva (53), (toneel)schrijver;
- 15 december - Ernest Santiago (78), modeontwerper;
- 15 december - Ace Vergel (53), filmacteur;
- 22 december - Adrian Cristobal (75), schrijver en columnist.